# Preoxidovaná vlákna
Preoxidovaná vlákna jsou textilní materiál vyrobený z částečně karbonizovaného polyakrylonitrilu.

## Způsob výroby
Vlákno se vyrábí tepelnou stabilizací polyakrylonitrilu kyslíkem při 300 °C. Oxidovaný materiál obsahuje přes 60 % uhlíku. 
Hotový filament se dodává v jemnostech 1,7-2,2 dtex, stříž v délkách 63-76 mm,  mletá vlákna s délkou cca 0,3 mm. 
Vyráběné množství není veřejně známé, významná obchodní značka je např. Panox®.

## Vlastnosti
Materiál se neroztavuje, hořlavost dosahuje 45-50 LOI, specif. hustota 1,37-1,39 g/cm3, tažná pevnost 15-20 cN/tex, modul 500-700 cN/tex, navlhavost 6,5-10 %.

## Použití
- Mletá vlákna – kompozity na brzdová obložení
- Stříž – plsti, netkané textilie na izolace proti horku
- Staplové příze - tkaniny a pleteniny na ochranné oděvy[2]
- Filamenty -  (také ve směsích s aramidy) ohnivzdorné textilie na sedadla letadel a aut, těsnění